# Aerobus

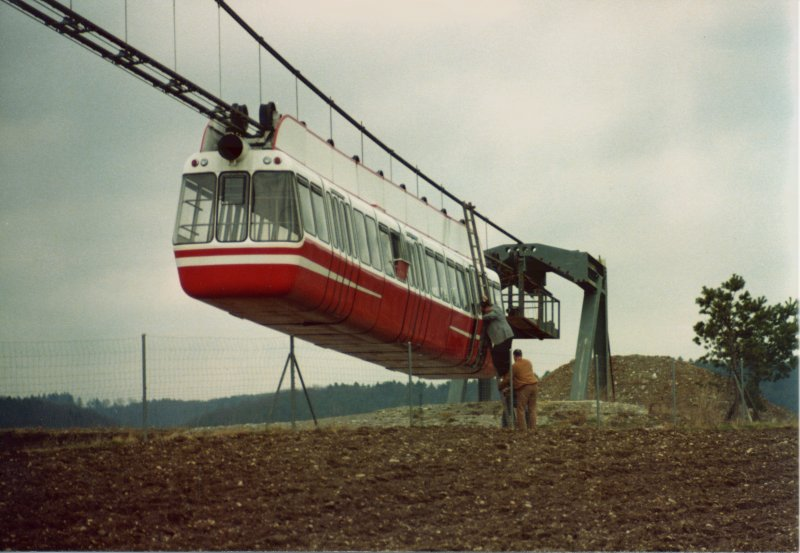
Testovací zařízení Aerobusu v Dietlikonu (1974)

Aerobus je označení dopravního systému typu monorail. Aerobus vynalezl švýcarský inženýr Gerhard Müller.
Výstavbu a další vývoj po smrti Gerharda Müllera převzala švýcarská firma Vevey a od ní později americká Aerobus International Inc. Jde o druh závěsné dráhy s elektricky poháněnými zavěšenými vozy, podobně jako na visuté dráze ve Wuppertalu. Maximální rychlost systému v současnosti je plánována na 80 kilometrů v hodině. Oproti dráze ve Wuppertalu, která má konstrukci z ocelových nosníků, je na drahách Aerobusu použito hliníkových profilů, zavěšených na předpjatých lanech s přívodním kabelem o průměru 52 milimetrů, mezi jednotlivými pylony. Vozy Aerobusu mohou být řazeny v počtu od dvou do osmi za sebou, kapacita přepravy je tak mezi 80 a 320 cestujícími.
Hlavní výhodou systému Aerobus jsou větší vzdálenosti mezi jednotlivými pylony (až 600 metrů). Díky tomu je možno výrazně omezit stavební práce na povrchu a výstavba je i díky úspoře nosných pylonů levnější. V protikladu k ostatním druhům dopravy je provoz Aerobusu velmi tichý a oproti například tramvajím také nemá na svých trasách žádné překážky. Systém se dá využít i na přepravu nákladních kontejnerů.

## Historie
- 1970 – první zkušební instalace ve švýcarském Schmerikonu u Curyšského jezera
- 1975 – prodej zařízení do lyžařského střediska Ste. Anne v Kanadě, kde bylo v provozu až do roku 1992
- 1974 – testovací zařízení ve švýcarském Dietlikonu
- 1975 – instalace na Bundesgartenschau v Mannheimu, po šestiměsíčním provozu v souladu s plánem demontována
- 2000 – dohoda s čínským městem Čchung-čching o výstavbě 2,6 kilometru dlouhé trati
- 2004 – dohoda s čínským městem Wej-chaj o výstavbě 4,2 km dlouhé trati nad mořskou hladinou na ostrov Liugong, použito mělo být osm pylonů
- 2006 – financování projektu ve Wej-chaji zajištěno, uvedení do provozu předpokládané v roce 2008 se neuskutečnilo
- 2013 – objevily se zprávy, že se společnost snaží prodat systém ekvádorskému městu Quito